# Glass Hammer
Glass Hammer je progressive rocková skupina z Chattanooga, Tennessee, USA. Skupinu v roce 1992 založil multiinstrumentalista Steve Babb (později známý jako "Stephen DeArqe") a Fred Schendel. Spolu začali psát a nahrávat Journey of the Dunadan, koncepční album podle příběhu Aragorna, literárního hrdiny v knižní trilogii Johna Ronalda Reuela Tolkiena Pán prstenů. K jejich překvapení se několik tisíc kusů alba prodalo přes Internet, TV home shopping a prostřednictvím telefonických objednávek, čímž byli Babb a Schendel utvrzeni, že má cenu, aby v projektu pokračovali.
Mnozí z hudebníků, kteří se objevili na albech skupiny Glass Hammer, po nějaké době skončili, ale Babb a Schendel zůstali jádrem skupiny. Oba hráli na různé hudební nástroje, Babb se soustředil hlavně na baskytaru, zatímco Schendel hrál na klávesy, kytary a bicí (až do příchodu koncertního bubeníka Matta Mendianse v roce 2004).
Textově se Glass Hammer inspirují v jejich oblíbené fantasy literatuře (nejvíce Tolkienem a C. S. Lewisem) a svou křesťanskou vírou.
V roce 2012 byl Jon Davison vybrán členy skupiny Yes (Chris Squire, Steve Howe a Alan White), aby na jejich koncertním turné nahradil jejich onemocnělého zpěváka Benoita Davida. 

## Členové

### Současní členové
- Fred Schendel - klávesy, steel kytara
- Steve Babb - baskytara, klávesy
- Jon Davison - sólový zpěv
- Alan Shikoh - kytary
- Randall Williams - bicí

Následující hudebníci nahrávali i vystupovali živě s Glass Hammer, ale jsou posuzováni jako "hostující umělci" ne jako členové skupiny:
- Walter Moore – zpěv (a kytara na živých vystoupeních)
- Sarah Snyder – zpěv
- Bethany Warren – zpěv (je mladší sestrou Susie Bogdanowicz)
- Flo Paris – zpěv
- Eric Parker – akustická kytara

### Bývalí členové
- Carl Groves – sólový zpěv
- Susie Bogdanowicz – sólový zpěv
- Matt Mendians – bicí
- The Adonia String Trio - strunné nástroje
  - Rebecca James – housle
  - Susan Whitacre – viola
  - Rachel Hackenberger – cello
- Michelle Young – zpěv
- David Carter – kytary
- Brad Marler – sólový zpěv na Chronometree
- David Wallimann - kytary

## Diskografie
- Journey of the Dunadan (1993)
- Perelandra (1995)
- On To Evermore (1998)
- Chronometree (2000)
- The Middle Earth Album (2001)
- Lex Rex (2002)
- Shadowlands (2004)
- The Inconsolable Secret (2005)
- Culture of Ascent (2007)
- Three Cheers For The Broken-Hearted (2009)
- If (2010)
- Cor Cordium (2011)
- Ode to Echo (2014)
- The Breaking of the World (2015)
- Valkyrie (2016)
- Chronomonaut (2018)
- Dreaming City (2020)

### Interview
- Feature article and interview in Pathways to Excellence's Winter 2005 and Spring 2006 issues

V tomto článku byl použit překlad textu z článku Glass Hammer na anglické Wikipedii.